# It's So Easy
It's So Easy è un singolo del gruppo musicale statunitense Guns N' Roses, il primo estratto dal primo album in studio Appetite for Destruction e pubblicato il 15 giugno 1987.

## Descrizione
La canzone è molto incentrata sulla violenza e sull'arte del perder tempo, come molte altre del gruppo californiano. Il gruppo scrisse il testo dopo essere stati testimoni di uno scontro d'auto, mentre erano in concerto a New York. Un uomo della zona vide il volto di Slash che scorse l'incidente, e gli disse: «Non ti preoccupare, da queste parti cose del genere capitano sempre. Le auto si scontrano tutte le notti.» Secondo Axl Rose, furono queste parole ad ispirare il secondo verso.
Cars are crashing every night

I drink and drive

everything's in sight

I make the fire

But I miss the fire fight

I hit the bullseye every night
Il 6 maggio 2006, durante un'intervista radio con Eddie Trunk, Rose ha sostenuto che It's So Easy fu scritta in origine da Duff McKagan e West Arkeen, e che fosse all'epoca una canzone "hippie ya-ya" con ritmi più lenti e pacati. Prese una piega più pesante ad un concerto al S.I.R. club di Los Angeles, dove Rose e Slash decisero di suonarla e cantarla in modo diverso per l'occasione.

## Cover
It's So Easy è stata anche reinterpretata dai Manic Street Preachers (una versione dal vivo è presente nella raccolta Lipstick Traces (A Secret History of the Manic Street Preachers), dai 40 Below Summer per l'album The Last Dance e dai Velvet Revolver.

## Tracce
7"
1. It's So Easy – 3:24
2. Mr. Brownstone (Alt. Mix) – 3:47

12"
1. It's So Easy – 3:24
2. Mr. Brownstone (Alt. Mix) – 3:47
3. Shadow of Your Love (Live) – 3:03
4. Move to the City (Live) – 3:41

## Formazione
- W. Axl Rose – voce
- Slash – chitarra solista
- Izzy Stradlin – chitarra ritmica, cori
- Duff "Rose" McKagan – basso, cori
- Steven Adler – batteria

## Classifiche
| Classifica (1987) | Posizione massima |
| ----------------- | ----------------- |
| Regno Unito       | 84                |